# Ioan Zare
Ioan Adrian Zare (* 11. Mai 1959 in Oradea; † 23. Februar 2022 ebenda) war ein rumänischer Fußballspieler.

## Karriere

### Verein
Zare begann seine Karriere bei FC Bihor Oradea, ehe er Anfang 1985 zum rumänischen Topklub Dinamo Bukarest wechselte. Sein kämpfte er mit seinem Team gegen Steaua Bukarest und die rumänische Meisterschaft. Mit dem Pokalsieg 1986 gewann er seinen ersten Titel. Anfang 1987 verließ er Dinamo zu AS Victoria Bukarest, denen er bis 1989 die Treue hielt. Nach einem kurzen Intermezzo bei Farul Constanța, schloss er sich im Herbst 1989 Flacăra Moreni an. Schon nach wenigen Monaten wechselte er im März 1990 zu Siófoki Bányász FC nach Ungarn. Er blieb in Siófok bis 1993, ehe er zu Ligakonkurrent Pécsi Munkás SC wechselte. Schon Anfang 1994 heuerte er bei Paksi SE an, wo er im Sommer 1994 seine Laufbahn beendete.

### Nationalmannschaft
Zare war im Kader der rumänischen Auswahl zur Fußball-Europameisterschaft 1984 in Frankreich, wo er im Gruppenspiel gegen die BR Deutschland (1:2) eingewechselt wurde. Rumänien schied in der Vorrunde aus. Zare spielte weitere sechs Mal für sein Heimatland.

## Erfolge
- rumänischer Pokal (1×): 1986